# Salyer Ledge
Die Salyer Ledge ist ein 1300 m hoher und abgeflachter Bergrücken im ostantarktischen Viktorialand. Er liegt am westlichen Ende der Formation The Fortress, dem aus einer Reihe von Bergkämmen und -kesseln bestehenden Plateau, das die westliche Hälfte der Cruzen Range im Gebiet der Antarktischen Trockentäler einnimmt.
Das Advisory Committee on Antarctic Names benannte sie 2005 nach Lieutenant Commander Herbert Lee Salyer Jr. (1916–1999) von der United States Navy, der als Copilot und Navigator gemeinsam mit Commander William Michael Hawkes (1910–1994) am 20. Februar 1947 im Rahmen der Operation Highjump (1946–1947) einen Luftaufklärungsflug unternahm, bei dem die Cruzen Range erstmals gesichtet und kartografisch erfasst wurde.